# 묀히
묀히(Mönch)는 해발 4,110m의 알프스산맥에 속하는 스위스의 산이다. 묀히(Mönch)는 ‘수도사’(monk)를 의미한다. 아이거, 융프라우와 함께 오베런트 3대 산이라고 불린다.
발레주와 베른주의 경계에 위치하고 있다. 서쪽으로는 융프라우와 융프라우요흐, 동쪽으로는 아이거 사이의 산등성이의 일부를 형성한다. 묀히는 해발 3,650m의 묀히요흐와 묀히요흐 헛의 서쪽편에, 그리고 그레이트 알레치 빙하의 두 지류인 융프라우페른과 에비히슈네펠트의 북쪽에 있다. 묀히의 북쪽편으로는 라우터브루넨 계곡 위로 계단식 벽을 형성하고 있다.
융프라우 철도 터널은 해발 3,300m의 정상 바로 아래로 운행한다.
1857년 8월 15일, 크리스티안 알메르, 크리스티안 카우프만, 울리히 카우프만, 지기스문트 포르게스가 처음으로 정상에 올랐다.

## 갤러리

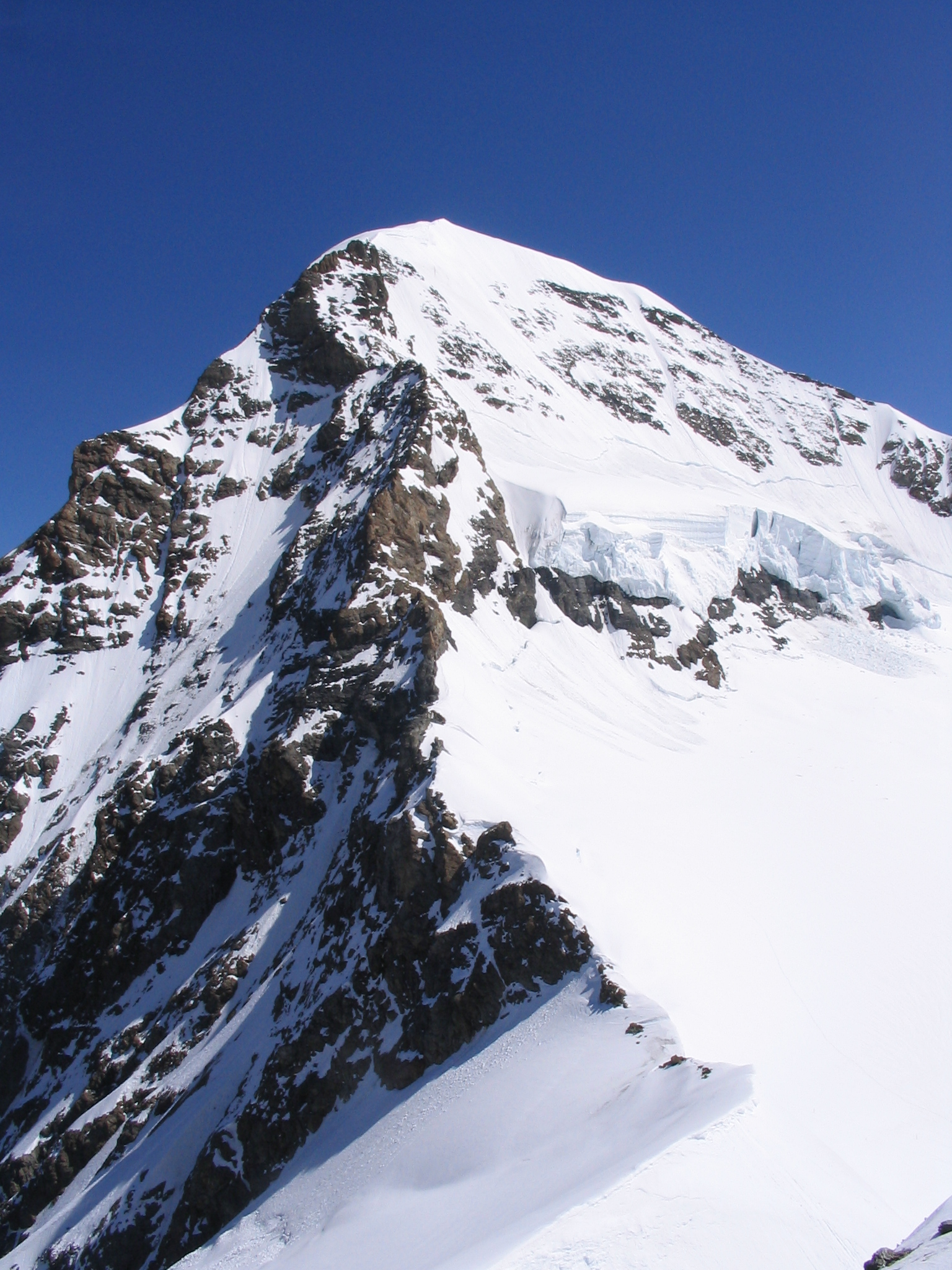
융프라우요흐에서 촬영한 묀히
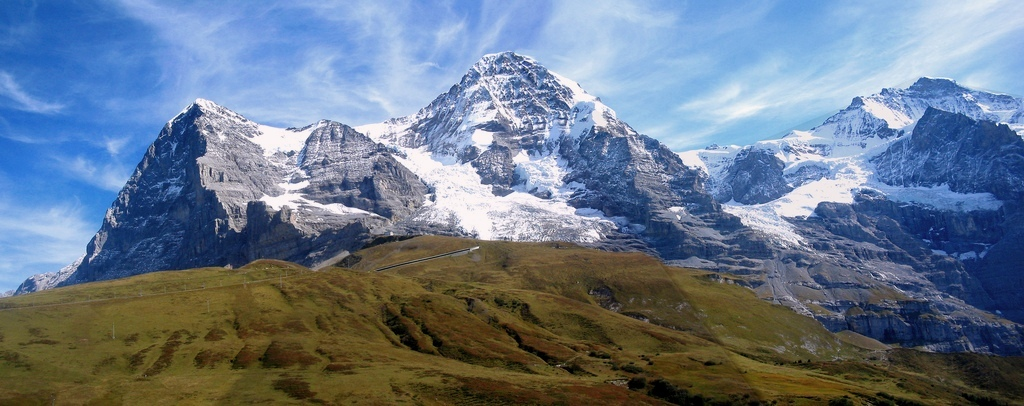
멘리헨에서 촬영한 파노라마: 아이거, 묀히 그리고 융프라우 (좌에서 우로)
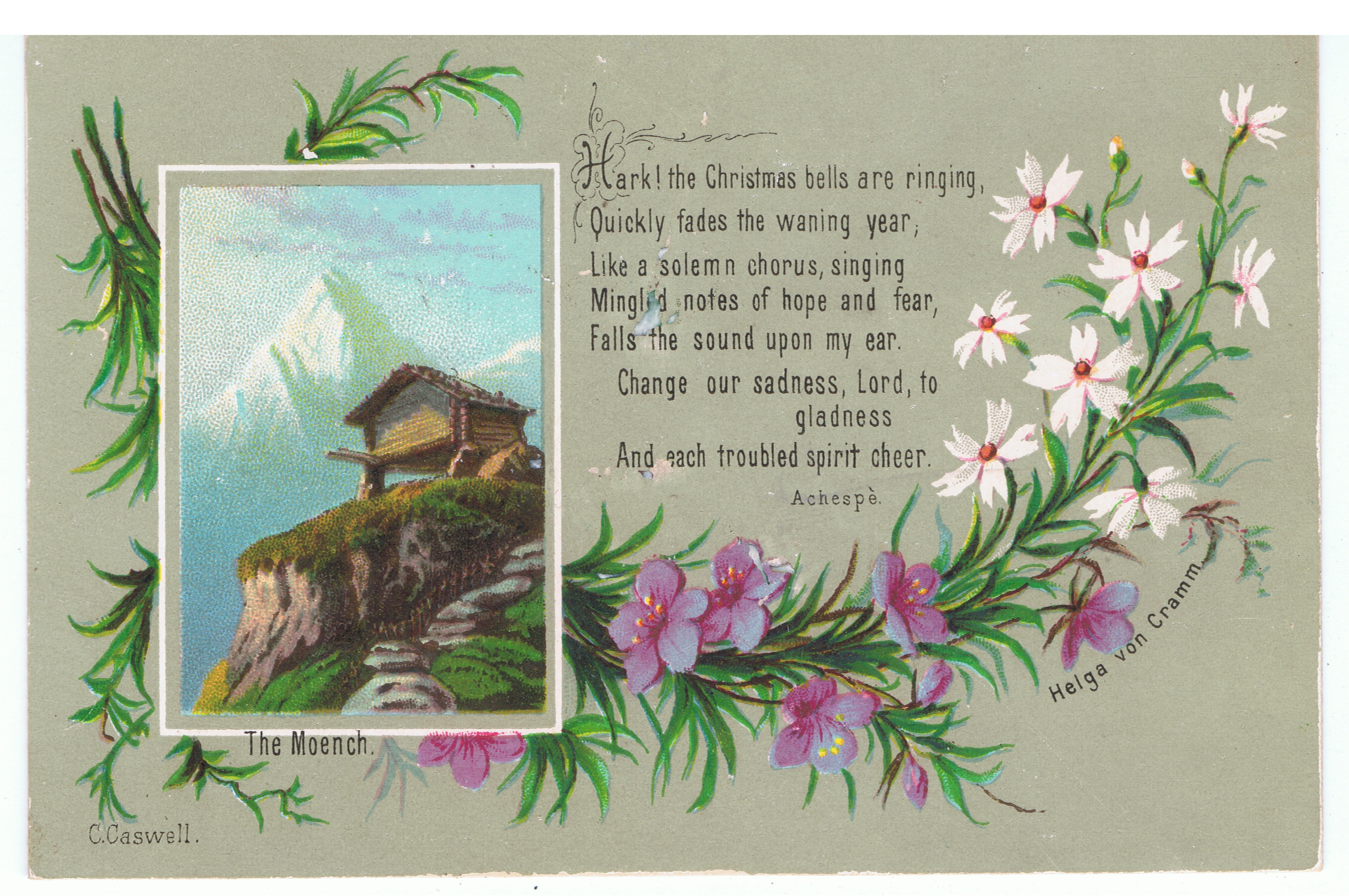
The Moench, by 헬가 폰 크램, with prayer by Achespè, chromolithograph, c. 1879. (3 x 4.5 inches).

## 같이 보기
- 그린델발트 - 이 지역의 관광 거점 마을
- 마테호른 - 삼대 북벽 중 하나
- 그랑드조라스 - 삼대 북벽 중 하나
- 아이거 - 삼대 북벽, 오베란트 삼대 산 중 하나
- 융프라우 - 오베란트 삼대 산 중 하나